# Cetate (Bistrița-Năsăud)
Pour les articles homonymes, voir Cetate.
Cetate est une commune du județ de Bistrița-Năsăud en Transylvanie (Roumanie).